# Ralph Erskine (Prediger)

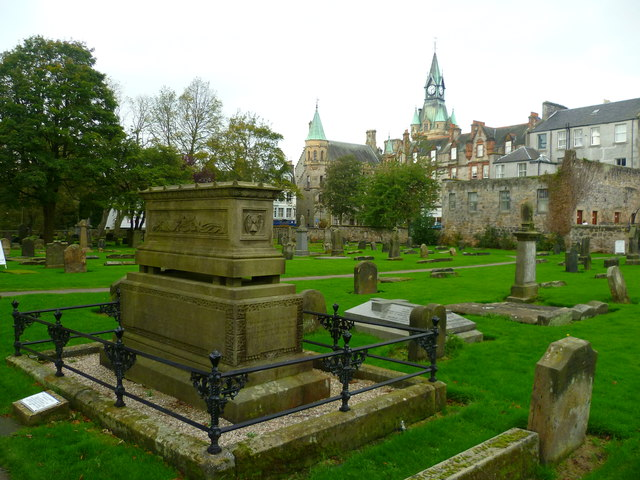
Erskines Grab in Dunfermline

Ralph Erskine (* 18. März 1685; † 6. November 1752) war ein schottischer Prediger.
Ralph Erskine war der Bruder von Ebenezer Erskine, einem weiteren bedeutenden Kirchenmann seiner Zeit. Nach Abschluss seines Studiums an der Universität Edinburgh wirkte Ralph Erskine in der schottischen Stadt Dunfermline.
Von ihm stammen eine Reihe von Predigten (engl.: „sermons“) sowie poetische Paraphrasen und Gospel-Sonetts, die auch in gedruckter Form als The Gospel Sonnets veröffentlicht wurden.
Im Stadtzentrum von Dunfermline ist in der Nähe der High Street ist eine lebensgroßes Standbild aus Bronze aufgestellt, das Ralph Erskine darstellt.